# 劳特 (萨克森州)
劳特（德語：Lauter，發音：[ˈlaʊtɐ] ⓘ）是德国萨克森州厄尔士山县曾经的一个市镇，面积21.55平方千米，人口为人。2013年1月1日，劳特与市镇贝恩斯巴赫合并为新市镇劳特-贝恩斯巴赫。